# Anatolikos tumifrons
Anatolikos tumifrons is een krabbensoort uit de familie van de Cancridae. De wetenschappelijke naam van de soort is voor het eerst geldig gepubliceerd in 1933 door Yokoya.